# Александровское городское поселение
Александровское городское поселение — упразднённое городское поселение в составе Александровского муниципального района Пермского края.
Административный центр поселения — город Александровск.

## История
Александровское городское поселение образовано в ходе муниципальной реформы 2006 года. Было упразднено в 2019 году при преобразовании Александровского муниципального района в Александровский муниципальный округ.

## Население
| 2010    | 2012    | 2013    | 2014    | 2015    | 2016    | 2017    |
| ------- | ------- | ------- | ------- | ------- | ------- | ------- |
| 15 181  | ↘14 821 | ↘14 512 | ↘14 244 | ↘13 982 | ↘13 704 | ↘13 398 |
| 2018    | 2019    |         |         |         |         |         |
| ↘13 095 | ↘12 743 |         |         |         |         |         |

Урбанизация
Численность населения — 15 181 человек (2010), в том числе:
- городского — 14 495 человек,
- сельского — 686 человек[11].

## Состав городского поселения
| № | Населённый пункт | Тип населённого пункта        | Население |
| - | ---------------- | ----------------------------- | --------- |
| 1 | Александровск    | город, административный центр | ↘10 502   |
| 2 | Башмаки          | посёлок                       | 34        |
| 3 | Луньевка         | посёлок                       | ↘211      |
| 4 | Лытвенский       | посёлок                       | 419       |
| 5 | Малая Вильва     | деревня                       | 4         |
| 6 | Талый            | посёлок                       | 17        |
| 7 | Усть-Лытва       | деревня                       | ↘1        |